# شرکت نوپا
شرکت نوپا، شرکت نوآفرین یا استارتاپ (به انگلیسی: Startup)،  به شرکت یا کسب‌وکاری گفته می‌شود که معمولاً به تازگی و در نتیجهٔ کارآفرینی یک یا چند فرد ایجاد شده‌است. چنین مجموعه‌هایی معمولاً رشد سریعی دارند و در جهت تولید راه حلی نوآورانه و دوام پذیر برای رفع یک نیاز در بازار شکل می‌گیرند.
استارت‌آپ پروژه‌ای بود که توسط یک یا چند کارآفرین و برای جستجو، توسعه و اعتبارسنجی یک مدل تجاری مقیاس پذیر (قابل اندازه‌گیری و بررسی) انجام شد.
کارآفرین، فرد یا گروهی است که در عرصه‌های مختلف قصد ایجاد کارگاه یا شرکت در زمینه توسعه‌های ویژه و گروهی را دارد و می‌تواند دارای اهداف بلند پروازانه‌ ای نیز باشد. استارت‌آپ به مشاغلی نو اطلاق می‌شود که افراد به وسیله آن قصد دارند فراتر از بنیان‌گذاران انفرادی رشد کنند.
استارت‌آپ‌ها در ابتدا با عدم قطعیت زیادی مواجه می‌شوند و احتمال شکست آن‌ها بالا است، به همین سبب، در نهایت تعداد کمی از آن‌ها موفق و اثرگذار خواهند بود.
این شرکت‌ها معمولاً مبتنی بر ایده‌های ریسک‌پذیری هستند که مدل کسب‌وکار آشکاری ندارند و بازار هدفشان نیز فرضی است. شرکت‌های نوپا می‌توانند در هر زمینه‌ای ایجاد شوند و با اندیشه‌پردازی، در آن حوزه متفاوت کار کنند. 
بر همین اساس، این مجموعه‌ها معمولاً به‌دنبال جذب سرمایه برای رشد سریع‌تر در مدت زمانی کوتاه هستند.

## ویژگی‌های شرکت نوآفرین
1. مبتنی بر ارائه یک نوآوری نو
2. مبتنی بر کار تیمی
3. برخورداری از عدم قطعیت
4. امکان توسعه‌پذیری و مقیاس پذیری کسب‌وکار
5. ریسک پذیری نسبتاً بالا
6. آسیب‌پذیری نسبت به رقبا کهن‌تر
7. اعتبار کم در ابتدای راه توسعه

## سیر تکامل

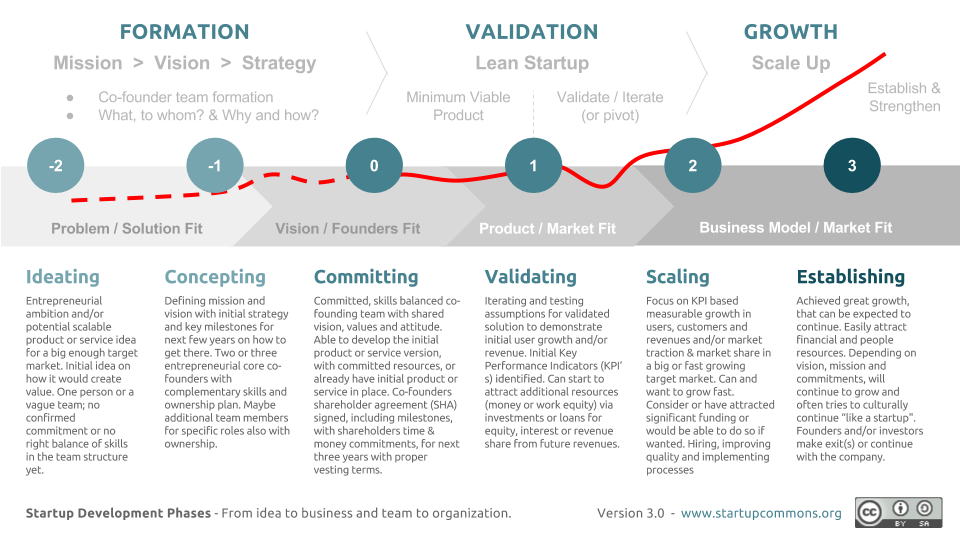
مراحل تکامل یک بازآفرینی (استارت‌آپ)

شرکت‌های نوپا می‌توانند در هر شکلی و به هر اندازه‌ای ایجاد شوند. سرمایه‌گذارها به‌طور کلی به آن دسته از شرکت‌های نوپایی جلب می‌شوند که نسبت به خطر، سود بالایی دارند و مقیاس‌پذیرتر هستند؛ بنابراین، استارتاپ‌های مورد هدف سرمایه‌گذارها، هزینه راه‌اندازی کمتر، ریسک کمتر، توان بالاتر برای برگرداندن سرمایه و زمان کمتر برای برگشت سرمایه دارند. یک شرکت نوپای موفق معمولاً قابلیت رشد بیشتری نسبت به یک شرکت جا افتاده دارد و می‌تواند با سرمایه یا نیروی کار کمتر، رشد بیشتری نسبت به شرکت‌های قدیمی داشته باشد. شرکت‌های نوپا برای رشد سریع خود نیاز به جذب سرمایه دارند و در این راه گزینه‌های مختلفی پیش روی آن‌ها است. شرکت‌های فعال موجود یا سایر افراد سرمایه‌گذار می‌توانند از طریق تبادل پول نقد در برابر سهام به شرکت‌های نوپا برای شروع فعالیت‌شان کمک کنند. با این حال، بسیاری از شرکت‌های نوپا در عمل توسط بنیان‌گذارانشان سرمایه‌گذاری می‌شوند.
مهم‌ترین وظیفهٔ بنیان‌گذاران یک شرکت نوپا انجام تحقیقات لازم در خصوص اعتبار و ارزیابی و توسعه ایده یا مفاهیم آن کسب‌وکار است. اگر ارزش یک شرکت بر اساس فناوری (تکنولوژی) آن باشد، بنیان‌گذاران باید از مالکیت معنوی ایده‌های خود حفاظت کنند. جذب سرمایه و نیروی انسانی و پوشش هزینه‌های پایه مثل اجاره دفتر و منشی از چالش‌های راه‌اندازی یک شرکت نوپا است. برخی از شرکت‌های نوپا برای کاهش این هزینه‌ها از دفتر کار مجازی یا فضای کار مشترک استفاده می‌کنند. همچنین، کسب‌وکارهای نوپا با توجه به محصول یا خدمتی که می‌خواهند ارائه دهند با چالش‌های حقوقی نیز مواجه هستند. مازاد بر این، نحوه تشکیل تیم کاری و تنظیم تعهدات و وظایف هر یک از اعضای آن اهمیت بسیاری دارد.
برچسب نوپا بودن ممکن است به شرکت‌ها کمک کند تا به هنگام استخدام شرایط بهتری داشته باشند. چرا که برخی از افراد با صلاحیت، تمایل دارند با شرکت‌های نوآورانه همکاری و در عین حال، دستمزد پایینی دریافت کنند. هنوز هم بسیاری از بنیان‌گذاران هستند که دوست ندارند استارتاپ‌ها را به معیارهای موجود محدود کنند. آن‌ها بر این باور هستند که استارتاپ می‌تواند هر سن و اندازه‌ای داشته باشد. 
راسل دسوزا، یکی از بنیان‌گذاران موتور جست‌وجوی بلیت در این باره می‌گوید: «زمانی که افراد احساس کنند کاری که انجام می‌دهند تأثیری بر روی دیگران ندارد، خاصیت استارتاپ هم از بین می‌رود. تعداد این افراد اصلاً مهم نیست. چیزی که مهم است، اتمسفر و فضایی است که در آن افراد به تنهایی یا در کنار هم بتوانند به موفقیت شرکت کمک کنند.» 
سالزبرگ، مدیر عامل و بنیان‌گذار Blue Apron هم معتقد است که با معرفی کارمند جدید در شرکت و گذشت چند سال از عمر آن، حفظ پویایی کسب‌وکارها بسیار دشوار می‌شود. بیشتر بنیان‌گذاران بر این باور هستند که اکتشاف استارتاپ‌ها توسط شرکت‌های بزرگ وضعیت آن‌ها را نفی نمی‌کند. معنی کسب کردن یا اکتساب در فرهنگ‌های مختلف متفاوت است، اما استارتاپی که توسط شرکت بزرگ‌تری کسب می‌شود یا به آن تعلق می‌گیرد، بخشی از آن کسب و کار بزرگ خواهد بود و حتی می‌تواند هویت متفاوتی داشته باشد.
از استارتاپ‌های ایرانی می‌توان به دیجی کالا، علی بابا و… اشاره کرد.

## حامیان مالی
شرکت‌های نوپا معمولاً به دنبال جذب حامی مالی (اسپانسر) از طریق شتاب‌دهنده‌ها یا سرمایه‌گذارهای خصوصی، و هم‌زمان به دنبال ایجاد مزیت‌های رقابتی نسبت به سایر رقبای خود هستند. بر همین اساس این شرکت‌ها می‌کوشند تا با بازاریابی و ایجاد یک شبکهٔ فروش منسجم، زمینهٔ مناسبی برای کسب‌وکار خود فراهم کنند. با این حال سرمایه‌گذاری در شرکت‌های نوپا نوعی سرمایه‌گذاری خطرپذیر است. برای درک مفهوم سرمایه‌گذاری خطر پذیر بهتر است از مفهوم «سرمایه گذاری با ریسک بالا» یا «سرمایه گذاری نامطمئن» استفاده کرد. هرچند که باید توجه داشت این نوع از سرمایه‌گذاری‌ها بهترین منبع کسب سرمایه‌های کلان اقتصادی هم بوده‌اند.فضاهای کار اشتراکی هم به عنوان یکی دیگر از بازیگران فعال این اکوسیستم در حمایت مالی از شرکت‌های نوپا و استارتاپ‌ها نقش مهمی دارند.